# Jealousy (album de X Japan)
Jealousy este al treilea album de studio al trupei X Japan, lansat în anul 1991.

## Melodii
- Es Dur no Piano Sen
- Silent Jealousy
- Miscast
- Desperate Angel
- White Wind from Mr.Martin-Pata's Nap
- Voiceless Screaming
- Stab Me in the Back
- Love Replica
- Joker
- Say Anything

## Membri
- Toshi-Voce
- Taiji Sawada-chitară bas
- Pata-chitară
- Hide-chitară
- Yoshiki-baterie